# Сточик, Андрей Михайлович
Андре́й Миха́йлович Сточик (14 ноября 1939, Москва — 16 марта 2015, там же) — советский и российский историк медицины и педагог, генеральный директор издательства «Медицина» (1992—2013), академик РАН (2013), академик РАМН (1999).

## Биография
В 1965 г. окончил санитарно-гигиенический факультет Первый Московский медицинский институт им. И. М. Сеченова. Доктор медицинских наук (1992), профессор.
В 1965—1968 гг. работал старшим методистом Республиканского учебно-методического кабинета по высшему и среднему специальному образованию Министерства здравоохранения РСФСР, с 1968 г. — в Главной редакции Большой медицинской энциклопедии АМН СССР, прошел путь от научного редактора до генерального директора. С 1989 г. возглавлял кафедру истории медицины и культурологии ММА им. И. М. Сеченова. Одновременно с 1992 г. — директор ГУП «Издательство „Медицина“».
В 1994 г. избран членом-корреспондентом, в 1999 г. — академиком Российской академии медицинских наук. В 2000 г. избран членом Президиума РАМН. С 2013 г. после объединения академий — действительный член РАН.
Под его научным руководством подготовлены и защищены 5 кандидатских и 3 докторские диссертации.
По инициативе ученого в ММА им. И. М. Сеченова была разработана научно-методическая база и начато преподавание нового учебного курса — истории медицины и культурологии как единой дисциплины. Кафедра истории медицины и культурологии ММА им. И. М. Сеченова стала ведущим в России методическим центром культурологического преподавания истории медицины, проведения историко-медицинских исследований от историографии частных событий до истории медицинского образования, здравоохранения и медицинской науки различных культурно-исторических эпох.
Являлся вице-президентом международной конфедерации историков медицины, председателем Научного совета по истории и философским проблемам медицины РАМН и Терминологической комиссии РАМН, председателем проблемной комиссии РАМН по истории медицины, руководителем секции истории медицины Национального комитета по истории и философии науки, председателем Специализированного диссертационного совета по специальностям «Социальная гигиена и организация здравоохранения. История медицины» при ММА им. И. М. Сеченова, членом экспертного совета ВАК РФ, главным редактором журнала «Медицинская помощь», заместителем главного редактора журнала «Проблемы социальной гигиены, здравоохранения и истории медицины», основателем и ответственным редактором альманаха «Исторический вестник Московской медицинской академии им. И. М. Сеченова».
Умер в 2015 году. Похоронен на Старом Люберецком кладбище.

## Научная деятельность
Автор более 400 научных работ, в том числе 10 монографий, посвященных проблемам медицинского энциклопедического дела, возникновения и становления медицины в первобытном обществе, истории медицинского образования, Московской медицинской академии, истории клинического преподавания в Европе и России. Им внесен существенный вклад в разработки научно-методических основ подготовки медицинских энциклопедий: 3-го издания Большой медицинской энциклопедии, Малой, Краткой и популярных медицинских энциклопедий. Осуществил оригинальные исследования по вопросам возникновения и становления медицины в первобытном обществе, развития магической медицины, емкие и яркие характеристики медицины Древней Греции, арабских халифатов, средневековой Европы, эпохи Возрождения и Нового времени, представленные в фундаментальной статье «Медицина» 3-го издания БМЭ (1981) и «Избранных лекциях по курсу истории медицины и культурологи» (1990). 
Им систематизирован архивный материал, посвященный периоду становления советского здравоохранения. Второе направление — история ММА им. И. М. Сеченова, представленное серией статей в центральных медицинских журналах, а также «Историческом вестнике Московской медицинской академии им. И. М. Сеченова» — альманахе, основателем и ответственным редактором которого являлся сам ученый (с 1992 по 2003 год вышло в свет 18 томов этого издания). Третье направление связано с проблемами истории высшего медицинского образования и отражены в монографиях: «Медицинский факультет Московского университета в XVIII веке» (1996, 2000), «Медицинский факультет Московского университета в реформах просвещения первой трети XIX века» (1998, 2001), «Разработка и внедрение этапности клинического преподавания» (2002).

## Награды и звания
Награждён орденом Почета, медалями «За освоение целинных земель», «За трудовую доблесть». Заслуженный работник культуры РСФСР.
Удостоен Премии Президента РФ в области образования за 2002 г.